# خربة المعزة

خريطة لمحافظة طرطوس

خربة المعزة بلدة ومركز ناحية خربة المعزة ضمن منطقة طرطوس في محافظة طرطوس غرب سوريا. تقع جنوب شرقي مدينة طرطوس عند منتصف على الطريق الواصل بين طرطوس وصافيتا. بلغ عدد سكانها 4798 نسمة حسب تعداد عام 2004 الذي أجراه المكتب المركزي للإحصاء، جلّهم من من عشيرة الكلبية العلوية.

## التاريخ
في يوم 26 كانون الأول (ديسمبر) عام 2024، عُثِر على مجرم الحرب محمد كنجو حسن مختبئًا في حفرة في قرية خربة المعزة، وتمّ اعتقاله برفقة عشرين من اتباعه من الشبيحة.

## الاقتصاد
تطورت البلدة إلى بناء إسمنتي حديث وتنتشر فيها البيوت التقليدية. ينتج أهل البلدة المحاصيل الزراعية البعلية من الزيتون والتبغ والحبوب والبقول ودخلت إليها زراعة الحمضيات والفريز. عثر بالقرب منها على آثار ولقى تعود للعصر الروماني والبرونزي.